# Liste der Ständeräte des Kantons Basel-Landschaft
Die Liste der Ständeräte des Kantons Basel-Landschaft zeigt alle Mitglieder des Ständerates aus dem Kanton Basel-Landschaft seit der Gründung des Bundesstaates im Jahr 1848 bis heute.

## Ständeräte
| Name               | Partei/Fraktion | Amtszeit  | Geboren | Gestorben |
| ------------------ | --------------- | --------- | ------- | --------- |
| Eduard Belser      | SP              | 1979–1987 | 1942    |           |
| Martin Birmann     | Freisinnige     | 1869–1890 | 1828    | 1890      |
| Paul Brodbeck      | FDP             | 1947–1955 | 1890    | 1959      |
| Jakob Buser        | FDP             | 1913–1914 | 1847    | 1914      |
| Emil Remigius Frey | Freisinnige     | 1864–1867 | 1803    | 1889      |
| Hans Fünfschilling | FDP             | 1999–2007 | 1940    |           |
| Maya Graf          | Grüne           | 2019–     | 1962    |           |
| Stephan Gutzwiller | Freisinnige     | 1848–1851 | 1802    | 1875      |
| August Gysin       | Freisinnige     | 1855–1856 | 1816    | 1876      |
| Claude Janiak      | SP              | 2007–2019 | 1948    |           |
| Werner Jauslin     | FDP             | 1967–1979 | 1924    | 2015      |
| Emanuel Löw        | Freisinnige     | 1868–1869 | 1834    | 1908      |
| Eugen Madeux       | Freisinnige     | 1851–1854 | 1810    | 1886      |
| Emil Müller        | SP              | 1955–1967 | 1893    | 1974      |
| René Rhinow        | FDP             | 1987–1999 | 1942    |           |
| Rudolf Riggenbach  | Freisinnige     | 1856–1861 | 1822    | 1896      |
| Emil Rudin         | FDP             | 1932–1935 | 1886    | 1946      |
| Walter Schaub      | SP              | 1935–1947 | 1885    | 1957      |
| Gustav Schneider   | FDP             | 1914–1932 | 1868    | 1932      |
| Johann Jakob Stutz | FDP             | 1890–1913 | 1842    | 1913      |

## Parteiabkürzungen
- FDP: Freisinnig-Demokratische Partei, seit 2009 FDP.Die Liberalen
- Grüne: Grüne Schweiz
- SP: Sozialdemokratische Partei der Schweiz